# Ilyas Bouazzaoui
Ilyas Bouazzaoui (1 januari 2007) is een Belgisch-Marokkaans voetballer die onder contract ligt bij KRC Genk.

## Clubcarrière
Bouazzaoui ruilde in 2019 de jeugdopleiding van Club Brugge voor die van KRC Genk. In maart 2022 ondertekende hij een driejarig contract bij Genk. In juli 2023 mocht Bouazzaoui, toen actief bij de U18 van Genk, mee op zomerstage met Jong Genk om de ziekte van Bastien Toma op te vangen.
Op 25 augustus 2024 maakte Bouazzaoui zijn profdebuut in het shirt van Jong Genk: op de tweede competitiespeeldag in Eerste klasse B liet trainer Thomas Buffel hem in de 4-1-zege tegen RFC de Liège liet trainer Thomas Buffel hem in de slotfase invallen.

## Clubstatistieken
| Seizoen         | Club            | Land            | Competitie      | Competitie | Competitie | Beker | Beker | Supercup | Supercup | Europees | Europees | Totaal | Totaal |
| Seizoen         | Club            | Land            | Competitie      | Wed.       | Dlp.       | Wed.  | Dlp.  | Wed.     | Dlp.     | Wed.     | Dlp.     | Wed.   | Dlp.   |
| --------------- | --------------- | --------------- | --------------- | ---------- | ---------- | ----- | ----- | -------- | -------- | -------- | -------- | ------ | ------ |
| 2024/25         | Jong Genk       | Vlag van België | Eerste klasse B | 3          | 0          | —     | —     | —        | —        | —        | —        | 3      | 0      |
| Carrière totaal | Carrière totaal | Carrière totaal | Carrière totaal | 3          | 0          | 0     | 0     | 0        | 0        | 0        | 0        | 3      | 0      |

Bijgewerkt op 31 oktober 2024.
15 Claes ·
50 Youndje ·
51 Brughmans ·
52 Da Costa ·
54 Onstein ·
55 Yoshinaga · 
56 De Wannemacker ·
57 Murenzi ·
58 Wamu · 
59 Mirisola  ·
60 Lazar ·
61 Van Ingelgom ·
62 Cauwel ·
63 Wasinski ·
64 Yokoyama ·
65 Akpan ·
66 Bafdili ·
68 Rabhi ·
70 Bouazzaoui ·
71 Stevens ·
72 Barry ·
73 Mbavu ·
74 Nuozzi ·
75 Caicedo ·
76 Driessen ·
78 Lukanic ·
79 Nzoko ·
80 Touré ·
81 Boets ·
82 Vliegen ·
84 Sarfo ·
86 Haroun · 
87 Yasuda ·
89 Kim ·
Coach: Van Rumst